# Norfolk & Western
Norfolk & Western är artistnamnet för den amerikanske sångaren och låtskrivaren Adam Selzer. Selzers musikaliska karriär började 1998 i Portland, Oregon.

## Medlemmar
Nuvarande ordinarie medlemmar
- Adam Selzer - gitarr, sång, munspel, slidegitarr, keyboard, m.m.
- Rachel Blumberg - trummor, keyboard, bakgrundssång, vibrafon, slagverk

Samarbetande musiker
- Tony Moreno - gitarr, banjo, dragspel
- Amanda Lawrence - altfiol, klockspel
- Dave Depper - bas, sång, piano
- Cory Gray - trumpet, piano, keyboard

Tidigare medlemmar
- Peter Broderick - violin, banjo, såg, mandolin, theremin, dragspel, gitarr

## Diskografi
Studioalbum
- Centralia (2001)
- Winter Farewell (2002)
- Dusk in Cold Parlours (2003)
- If You Were Born Overseas (2005)
- A Gilded Age (2006)
- The Unsung Colony (2006)
- Dinero Severo (2010)

Samlingsalbum
- A Collection of Norfolk & Western (1998)